# Lega Nazionale 1931-1932
L'edizione 1931-1932 della Lega Nazionale vide la vittoria finale del Lausanne-Sports.

## Stagione

### Novità
A causa della riforma dei campionati, dalla Prima Lega 1930-1931, sono stati retrocessi in Prima Lega 1931-1932, il Losanna, il Cantonal Neuchâtel, il Friburgo,  il Monthey, il Concordia Basilea, il Soletta, il Lucerna, il Grenchen,  il Brühl, il Locarno, il Winterthur, e il Chiasso, il Black Stars Basilea, il Racing Losanna, e il Wohlen.

### Formula
Il formato del torneo prevedeva due gironi all'italiana composti da nove squadre ciascuno. Le squadre vincenti dei due gironi venivano ammesse direttamente al girone finale. Le due squadre terminate seconde nei due rispettivi gironi si affrontarono in una eliminatoria per stabilire la terza squadra partecipante al girone finale. Le vincenti dei gironi di Prima Lega si affrontavano in una eliminatoria per stabilire la quarta squadra ammessa al girone finale. Le ultime due squadre classificate dei rispettivi gironi venivano retrocesse.

## Girone 1

### Squadre partecipanti
| Club              | Stagione | Città             | Stadio                | Stagione 1930-1931     |
| ----------------- | -------- | ----------------- | --------------------- | ---------------------- |
| Basilea           | dettagli | Basilea           | Landhof-Stadium       | 5º nel Girone Finale   |
| Berna             | dettagli | Berna             | Stadion Neufeld       | 6º nel Girone Centrale |
| La Chaux-de-Fonds | dettagli | La Chaux-de-Fonds | Stade de la Charrière | 3º nel Girone Finale   |
| Nordstern         | dettagli | Basilea           | Stadion Rankhof       | 3º nel Girone Centrale |
| Lugano            | dettagli | Lugano            | Campo Marzio          | 3º nel Girone Est      |
| San Gallo         | dettagli | San Gallo         | Stadio Espenmoos      | 6º nel Girone Est      |
| Urania Ginevra    | dettagli | Ginevra           | Stade de Frontenex    | 2º nel Girone Finale   |
| Young Fellows     | dettagli | Zurigo            | Hardturm Stadion      | 4º nel Girone Est      |
| Zurigo            | dettagli | Zurigo            | Stadio Letzigrund     | 5° nel Girone Est      |

### Classifica finale
|  | Pos. | Squadra           | Pt | G  | V  | N | P  | GF | GS | DR  |
|  | ---- | ----------------- | -- | -- | -- | - | -- | -- | -- | --- |
|  | 1.   | Zurigo            | 26 | 16 | 13 | 0 | 3  | 44 | 17 | +27 |
|  | 2.   | Urania Ginevra    | 19 | 16 | 9  | 1 | 6  | 34 | 24 | +10 |
|  | 3.   | Young Fellows     | 18 | 16 | 8  | 2 | 6  | 44 | 36 | +8  |
|  | 4.   | Lugano            | 17 | 16 | 7  | 3 | 6  | 31 | 22 | +9  |
|  | 5.   | Nordstern         | 16 | 16 | 7  | 2 | 7  | 28 | 35 | -7  |
|  | 6.   | La Chaux-de-Fonds | 15 | 16 | 7  | 1 | 8  | 35 | 34 | +1  |
|  | 7.   | Basilea           | 15 | 16 | 7  | 1 | 8  | 35 | 48 | -13 |
|  | 8.   | Berna             | 11 | 16 | 4  | 3 | 9  | 28 | 43 | -15 |
|  | 9.   | San Gallo         | 7  | 16 | 2  | 3 | 11 | 35 | 55 | -20 |

Legenda:

      Ammesso al girone finale.
      Retrocessa in Prima Lega 1932-1933.
Note:

Due punti a vittoria, uno a pareggio, zero a sconfitta.

### Risultati

#### Tabellone
| Girone 1          | BAS | BER | LCF | LUG | NOR | SGA  | URA | YFZ | ZUR |
| Basilea           |     | 2-2 | 2-5 | 3-0 | 3-1 | 3-2  | 0-6 | 1-4 | 0-3 |
| Berna             | 3-4 |     | 5-0 | 1-3 | 2-0 | 1-5  | 0-3 | 0-8 | 1-0 |
| La Chaux-de-Fonds | 2-6 | 2-0 |     | 3-0 | 3-1 | 10-2 | 1-2 | 3-0 | 0-3 |
| Lugano            | 8-1 | 3-1 | 2-0 |     | 1-2 | 6-1  | 1-2 | 3-2 | 0-1 |
| Nordstern         | 2-0 | 2-1 | 3-1 | 0-0 |     | 0-0  | 4-1 | 4-2 | 2-1 |
| San Gallo         | 2-4 | 3-3 | 2-2 | 1-3 | 8-1 |      | 0-1 | 1-2 | 3-4 |
| Urania Ginevra    | 4-1 | 0-3 | 3-2 | 0-0 | 1-0 | 5-0  |     | 2-3 | 0-1 |
| YF Zurigo         | 0-4 | 3-3 | 3-0 | 1-1 | 6-4 | 6-2  | 3-2 |     | 0-2 |
| Zurigo            | 4-1 | 5-2 | 0-1 | 2-0 | 5-2 | 4-2  | 5-2 | 4-1 |     |

#### Calendario
| Basilea | 1 - 4 | Young Fellows |

| La Chaux-de-Fonds | 2 - 0 | Berna |

| Lugano | 8 - 1 | Basilea |

| San Gallo | 0 - 1 | Urania Ginevra |

| Zurigo | 5 - 2 | Nordstern |

| Nordstern | 2 - 1 | Berna |

| Urania Ginevra | 0 - 0 | Lugano |

| Young Fellows | 3 - 0 | La Chaux-de-Fonds |

| Zurigo | 4 - 2 | San Gallo |

| Basilea | 0 - 6 | Urania Ginevra |

| La Chaux-de-Fonds | 0 - 3 | Zurigo |

| Lugano | 3 - 1 | Berna |

| San Gallo | 1 - 2 | Young Fellows |

| Basilea | 2 - 5 | La Chaux-de-Fonds |

| Urania Ginevra | 0 - 1 | Zurigo |

| Young Fellows | 6 - 4 | Nordstern |

| Berna | 0 - 3 | Urania Ginevra |

| Nordstern | 0 - 0 | San Gallo |

| Young Fellows | 1 - 1 | Lugano |

| Berna | 1 - 5 | San Gallo |

| La Chaux-de-Fonds | 3 - 0 | Lugano |

| Zurigo | 4 - 1 | Basilea |

| Berna | 0 - 8 | Young Fellows |

| La Chaux-de-Fonds | 3 - 1 | Nordstern |

| Lugano | 0 - 1 | Zurigo |

| San Gallo | 2 - 4 | Basilea |

| Lugano | 6 - 1 | San Gallo |

| Nordstern | 2 - 0 | Basilea |

| Urania Ginevra | 3 - 2 | La Chaux-de-Fonds |

| San Gallo | 2 - 2 | La Chaux-de-Fonds |

| Young Fellows | 3 - 2 | Urania Ginevra |

| La Chaux-de-Fonds | 10 - 2 | San Gallo |

| Zurigo | 4 - 1 | Young Fellows |

| Basilea | 2 - 2 | Berna |

| San Gallo | 8 - 1 | Nordstern |

| Zurigo | 2 - 0 | Lugano |

| Berna | 1 - 0 | Zurigo |

| Urania Ginevra | 1 - 0 | Nordstern |

| Nordstern | 0 - 0 | Lugano |

| Young Fellows | 3 - 3 | Berna |

| Zurigo | 0 - 1 | La Chaux-de-Fonds |

| Basilea | 0 - 3 | Zurigo |

| Berna | 2 - 0 | Nordstern |

| Urania Ginevra | 5 - 0 | San Gallo |

| Nordstern | 3 - 1 | La Chaux-de-Fonds |

| Young Fellows | 6 - 2 | San Gallo |

| Zurigo | 5 - 2 | Berna |

| Berna | 3 - 4 | Basilea |

| Nordstern | 4 - 1 | Urania Ginevra |

| Young Fellows | 0 - 4 | Basilea |

| Basilea | 3 - 2 | San Gallo |

| Lugano | 1 - 2 | Nordstern |

| Zurigo | 5 - 2 | Urania Ginevra |

| Young Fellows | 0 - 2 | Zurigo |

| Urania Ginevra | 2 - 3 | Young Fellows |

| Basilea | 3 - 1 | Nordstern |

| San Gallo | 3 - 4 | Zurigo |

| Lugano | 2 - 0 | La Chaux-de-Fonds |

| Nordstern | 4 - 2 | Young Fellows |

| Urania Ginevra | 4 - 1 | Basilea |

| Nordstern | 2 - 1 | Zurigo |

| Urania Ginevra | 0 - 3 | Berna |

| La Chaux-de-Fonds | 1 - 2 | Urania Ginevra |

| Lugano | 3 - 2 | Young Fellows |

| La Chaux-de-Fonds | 3 - 0 | Young Fellows |

| Lugano | 1 - 2 | Urania Ginevra |

| San Gallo | 3 - 3 | Berna |

| Basilea | 3 - 0 | Lugano |

| Berna | 5 - 0 | La Chaux-de-Fonds |

| San Gallo | 1 - 3 | Lugano |

| Berna | 1 - 3 | Lugano |

## Girone 2

### Squadre partecipanti
| Club              | Stagione | Città     | Stadio                 | Stagione 1930-1931     |
| ----------------- | -------- | --------- | ---------------------- | ---------------------- |
| Aarau             | dettagli | Aarau     | Stadion Brügglifeld    | 5º nel Girone Centrale |
| Bienne            | dettagli | Bienne    | Stadion Gurzelen       | 3º nel Gruppo Ovest    |
| Blue Stars Zurigo | dettagli | Zurigo    | Hardturm Stadion       | 4º nel Girone Finale   |
| Étoile Carouge    | dettagli | Carouge   | Stade de La Fontenette | 4º nel Girone Est      |
| Étoile-Sporting   | dettagli | San Gallo | Stade Les Foulets      | 6º nel Girone Ovest    |
| Grasshoppers      | dettagli | Zurigo    | Hardturm Stadion       | Campione di Svizzera   |
| Old Boys Basilea  | dettagli | Basilea   | Schützenmatte          | 4º nel Girone Centrale |
| Servette          | dettagli | Ginevra   | Stade des Charmilles   | 5º nel Girone Ovest    |
| Young Boys        | dettagli | Berna     | Wankdorfstadion        | 6º nel Girone Finale   |

### Classifica finale
|  | Pos. | Squadra           | Pt | G  | V  | N | P | GF | GS | DR  |
|  | ---- | ----------------- | -- | -- | -- | - | - | -- | -- | --- |
|  | 1.   | Grasshoppers      | 26 | 16 | 12 | 2 | 2 | 54 | 12 | +42 |
|  | 2.   | Bienne            | 20 | 16 | 8  | 4 | 4 | 26 | 23 | +3  |
|  | 3.   | Young Boys        | 19 | 16 | 7  | 5 | 4 | 29 | 22 | +7  |
|  | 4.   | Étoile Carouge    | 15 | 16 | 4  | 7 | 5 | 33 | 30 | +3  |
|  | 5.   | Aarau             | 15 | 16 | 6  | 3 | 7 | 21 | 32 | -11 |
|  | 6.   | Blue Stars Zurigo | 14 | 16 | 6  | 2 | 8 | 26 | 24 | +2  |
|  | 7.   | Servette          | 12 | 16 | 5  | 2 | 9 | 18 | 33 | -15 |
|  | 8.   | Étoile-Sporting   | 12 | 16 | 5  | 2 | 9 | 21 | 41 | -20 |
|  | 9.   | Old Boys Basilea  | 11 | 16 | 3  | 5 | 8 | 20 | 31 | -11 |

Legenda:

      Ammesso al girone finale.
      Retrocessa in Prima Lega 1932-1933.
Note:

Due punti a vittoria, uno a pareggio, zero a sconfitta.

### Risultati

#### Tabellone
| Girone 2         | AAR | BLS | BIE | ÉCA | ÉSP | GRA | OLB | SER | YOB |
| Aarau            |     | 2-1 | 2-2 | 2-1 | 2-4 | 0-8 | 2-1 | 0-1 | 3-2 |
| Blue Stars       | 0-1 |     | 1-3 | 2-0 | 3-1 | 2-0 | 5-0 | 1-1 | 2-0 |
| Bienne           | 1-1 | 0-0 |     | 1-4 | 2-1 | 0-4 | 5-2 | 0-2 | 2-0 |
| Étoile Carouge   | 2-0 | 5-3 | 1-3 |     | 5-2 | 1-1 | 3-3 | 2-2 | 0-0 |
| Étoile-Sporting  | 2-1 | 0-3 | 0-2 | 3-3 |     | 0-4 | 1-0 | 2-0 | 1-4 |
| Grasshoppers     | 0-1 | 3-4 | 4-1 | 1-0 | 9-0 |     | 1-2 | 5-1 | 2-2 |
| Old Boys Basilea | 0-0 | 1-2 | 0-2 | 2-2 | 1-1 | 1-2 |     | 0-2 | 0-2 |
| Servette         | 4-1 | 2-0 | 1-2 | 3-1 | 0-2 | 0-4 | 5-2 |     | 2-0 |
| Young Boys       | 3-1 | 3-1 | 0-0 | 2-2 | 2-1 | 1-5 | 1-1 | 4-1 |     |

#### Calendario
| Étoile-Sporting | 3 - 3 | Étoile Carouge |

| Étoile Carouge | 2 - 2 | Servette |

| Grasshoppers | 1 - 2 | Old Boys Basilea |

| Aarau | 2 - 1 | Old Boys Basilea |

| Bienne | 1 - 4 | Étoile Carouge |

| Étoile-Sporting | 0 - 4 | Grasshoppers |

| Blue Stars Zurigo | 2 - 0 | Étoile Carouge |

| Grasshoppers | 0 - 1 | Aarau |

| Servette | 1 - 2 | Bienne |

| Young Boys | 2 - 1 | Étoile-Sporting |

| Blue Stars Zurigo | 0 - 1 | Aarau |

| Étoile-Sporting | 2 - 0 | Servette |

| Young Boys | 2 - 2 | Étoile Carouge |

| Aarau | 0 - 1 | Servette |

| Bienne | 2 - 0 | Young Boys |

| Étoile Carouge | 1 - 1 | Grasshoppers |

| Étoile-Sporting | 0 - 3 | Blue Stars Zurigo |

| Old Boys Basilea | 1 - 1 | Étoile-Sporting |

| Étoile Carouge | 2 - 0 | Aarau |

| Grasshoppers | 4 - 1 | Bienne |

| Old Boys Basilea | 1 - 2 | Blue Stars Zurigo |

| Bienne | 1 - 1 | Aarau |

| Blue Stars Zurigo | 0 - 1 | Grasshoppers |

| Young Boys | 1 - 1 | Old Boys Basilea |

| Aarau | 2 - 4 | Étoile-Sporting |

| Old Boys Basilea | 0 - 2 | Bienne |

| Servette | 0 - 4 | Grasshoppers |

| Young Boys | 3 - 1 | Blue Stars Zurigo |

| Étoile Carouge | 3 - 3 | Old Boys Basilea |

| Étoile Carouge | 5 - 2 | Étoile-Sporting |

| Bienne | 2 - 1 | Étoile-Sporting |

| Grasshoppers | 2 - 2 | Young Boys |

| Old Boys Basilea | 0 - 2 | Servette |

| Blue Stars Zurigo | 1 - 3 | Bienne |

| Servette | 2 - 0 | Young Boys |

| Blue Stars Zurigo | 3 - 1 | Étoile-Sporting |

| Grasshoppers | 1 - 0 | Étoile Carouge |

| Servette | 5 - 2 | Old Boys Basilea |

| Aarau | 0 - 8 | Grasshoppers |

| Étoile Carouge | 1 - 3 | Bienne |

| Old Boys Basilea | 0 - 2 | Young Boys |

| Aarau | 2 - 2 | Bienne |

| Blue Stars Zurigo | 5 - 0 | Old Boys Basilea |

| Grasshoppers | 9 - 0 | Étoile-Sporting |

| Bienne | 0 - 4 | Grasshoppers |

| Servette | 0 - 2 | Étoile-Sporting |

| Young Boys | 3 - 1 | Aarau |

| Aarau | 4 - 1 | Old Boys Basilea |

| Servette | 2 - 0 | Blue Stars Zurigo |

| Young Boys | 1 - 5 | Grasshoppers |

| Aarau | 2 - 1 | Étoile Carouge |

| Bienne | 0 - 2 | Servette |

| Old Boys Basilea | 2 - 2 | Étoile Carouge |

| Bienne | 5 - 2 | Old Boys Basilea |

| Servette | 3 - 1 | Étoile Carouge |

| Blue Stars Zurigo | 2 - 0 | Young Boys |

| Old Boys Basilea | 0 - 0 | Aarau |

| Étoile-Sporting | 1 - 4 | Young Boys |

| Bienne | 0 - 0 | Blue Stars Zurigo |

| Young Boys | 4 - 1 | Servette |

| Aarau | 3 - 2 | Young Boys |

| Grasshoppers | 5 - 1 | Servette |

| Blue Stars Zurigo | 1 - 2 | Aarau |

| Blue Stars Zurigo | 1 - 1 | Servette |

| Étoile Carouge | 0 - 0 | Young Boys |

| Étoile-Sporting | 0 - 2 | Bienne |

| Old Boys Basilea | 1 - 2 | Grasshoppers |

| Grasshoppers | 3 - 4 | Blue Stars Zurigo |

| Servette | 4 - 1 | Aarau |

| Young Boys | 0 - 0 | Bienne |

| Étoile Carouge | 5 - 3 | Blue Stars Zurigo |

| Étoile-Sporting | 2 - 1 | Aarau |

| Étoile-Sporting | 1 - 0 | Old Boys Basilea |

| Servette | 5 - 1 | Étoile-Sporting |

## Semifinali
Le squadre vincenti dei due gironi vengono ammesse direttamente al girone finale. Le due squadre terminate seconde nei due rispettivi gironi si affrontano in una eliminatoria per stabilire la terza squadra partecipante al girone finale. Le vincenti dei gironi di Prima Lega si affrontano in una eliminatoria per stabilire la quarta squadra ammessa al girone finale.
| Urania Ginevra | 4 - 3 | Bienne            | Losanna, 22 maggio 1932 |  |  |  |  |  |  |
| Losanna        | 2 - 2 | Concordia Basilea | Berna, 22 maggio 1932   |  |  |  |  |  |  |

## Spareggio
| Losanna | 4 - 1 | Concordia Basilea | Losanna, 29 maggio 1932 |  |  |  |  |  |  |

### Classifica finale
|  | Pos. | Squadra        | Pt | G | V | N | P | GF | GS | DR |
|  | ---- | -------------- | -- | - | - | - | - | -- | -- | -- |
|  | 1.   | Losanna        | 4  | 3 | 1 | 2 | 0 | 6  | 4  | +2 |
|  | 1.   | Zurigo         | 4  | 3 | 2 | 0 | 1 | 6  | 6  | +0 |
|  | 3.   | Grasshoppers   | 3  | 3 | 1 | 1 | 1 | 4  | 3  | +1 |
|  | 4.   | Urania Ginevra | 1  | 3 | 0 | 1 | 2 | 4  | 7  | -3 |

Legenda:

      Va allo spareggio per il titolo svizzero.
Note:

Due punti a vittoria, uno a pareggio, zero a sconfitta.

### Calendario
- S'incontrano le due squadre vincenti i rispettivi gironi e le due squadre vincenti le semifinali.

|                | Risultato |                | Luogo e data            |  |
| -------------- | --------- | -------------- | ----------------------- |  |
| Grasshoppers   | 3 - 1     | Urania Ginevra | Zurigo, 29 maggio 1932  |  |
| Losanna        | 1 - 1     | Grasshoppers   | Losanna, 5 giugno 1932  |  |
| Zurigo         | 3 - 2     | Urania Ginevra | Zurigo, 5 giugno 1932   |  |
| Zurigo         | 1 - 0     | Grasshoppers   | Zurigo, 12 giugno 1932  |  |
| Urania Ginevra | 1 - 1     | Losanna        | Ginevra, 12 giugno 1932 |  |
| Losanna        | 4 - 2     | Zurigo         | Losanna, 26 giugno 1932 |  |
|                |           |                |                         |  |

#### Spareggio per il titolo
|         | Risultato |        | Luogo e data                           |
| ------- | --------- | ------ | -------------------------------------- |
| Losanna | 5 - 2     | Zurigo | Berna, (Stadio Wankdorf) 3 luglio 1932 |

## Verdetti finali
- Il Losanna è Campione di Svizzera 1931-1932.